# ۱۱۶۷ (خورشیدی)
۱۱۶۷ هزار و صد و شصت و هفتمین سال هجری خورشیدی است.